# Југославија на избору за Песму Евровизије 1981.
Југославија је била присутна на Песми Евровизије 1981, одржаном у Даблину у Ирској, након што је одустала од Песме Евровизије 1976 у Хагу, Холандија.

### Југовизија 1981.
После четворогодишње паузе, Југославија се 1981. вратила на Евросонг.
Југословенско национално финале је одржано је 28. фебруара у београдском ТВ студију, а водили су га Миња Субота и Хелга Влаховић.
Победник је одлучен гласовима осам регионалних жирија (Сарајево, Скопље, Нови Сад, Титоград, Загреб, Београд, Љубљана и Приштина).
Победничка песма била је"Лејла", коју изводи босанскохерцеговачки пјевач Сеид Мемић Вајта, а компонује Ранко Бобан .
| Редни бр. | Извођач                                           | Песма                              | Тв станица | Поени | Места |
| --------- | ------------------------------------------------- | ---------------------------------- | ---------- | ----- | ----- |
| 1         | Неда Украден                                      | Све што се одгађа, то се не догађа | TВСа       | 33    | 7.    |
| 2         | Верица Ристевска                                  | Без нежности                       | TВСк       | 5     | 13.   |
| 3         | Дејан Петковић                                    | Емануел                            | TВНС       | 38    | 6.    |
| 4         | Ратко Краљевић                                    | Пропустила си шансу                | TВTг       | 19    | 10.   |
| 5         | Бисерка Спевец                                    | Сама                               | TВНС       | 17    | 11.   |
| 6         | Нови фосили                                       | Око моје                           | TВTг       | 67    | 2.    |
| 7         | Маја Оџаклијевска                                 | Не подносим дан                    | ТВБг       | 20    | 9th   |
| 8         | Маргица Антевска, Лазар Нечовски и Марина Пухарић | Мојот сон                          | TВСк       | 3     | 14.   |
| 9         | Хазард                                            | Мари, не пиши песми веч            | TВЉ        | 41    | 5.    |
| 10        | Сеид Мемић Вајта                                  | Лејла                              | TВСа       | 71    | 1.    |
| 11        | Аленка Пинтерич                                   | В мени је кар хочеш                | TВЉ        | 3     | 14.   |
| 12        | Шпреса Гаши                                       | Мали и менђесит                    | ТВПр       | 6     | 12.   |
| 13        | Сребрна крила                                     | Кулминација                        | ТВЗг       | 61    | 3.    |
| 14        | Сабри Фејзулаху                                   | Вала е лаздруар                    | ТВПр       | 2     | 16.   |
| 15        | Слађана Милошевић                                 | Рецепт за љубав                    | ТВБг       | 28    | 8.    |
| 16        | Срђан Марјановић                                  | Ти ме назови                       | TВTг       | 50    | 4.    |

## На Евровизији
Југославија је на крају гласања добила је 35 поена, заузимајући 15. место од 20 такмичара.